# Thomas Schelling
Thomas Crombie Schelling (Oakland, 14 d'abril de 1921 - Bethesda, 13 de desembre de 2016) fou un economista i professor universitari estatunidenc, guardonat amb el Premi Nobel d'Economia l'any 2005.

## Biografia
Va néixer el 14 d'abril de 1921 a la ciutat d'Oakland, població situada a Califòrnia. Va estudiar Economia a la Universitat de Berkeley, on es va graduar el 1944 i posteriorment realitzà el doctorat l'any 1951 a la Universitat Harvard.
Professor del Departament d'Economia i de l'Escola de Política Pública de la Universitat de Maryland, anteriorment havia estat professor de la Universitat Harvard durant vint anys.

## Recerca econòmica
L'any 1958 s'incorporà a la RAND corporation per treballar sobre la Teoria de jocs creada per John von Neumann i Oskar Morgenstern. Al costat de Robert Aumann aconseguí determinar el concepte del balanç correlacionat, un tipus de balanç en els jocs no-cooperatius, considerada com més flexible que el balanç de Nash. Fou pioner en l'estudi d'estipular el comportament estratègic, va introduir el concepte de punt focal o punt de Schelling que va ajudar a definir el concepte de "conflicte" en aquesta teoria.
L'any 2005 fou guardonat amb el Premi Nobel d'Economia, juntament amb Robert Aumann, per haver ampliat la comprensió de conflicte i cooperació en la teoria de jocs